# Melara

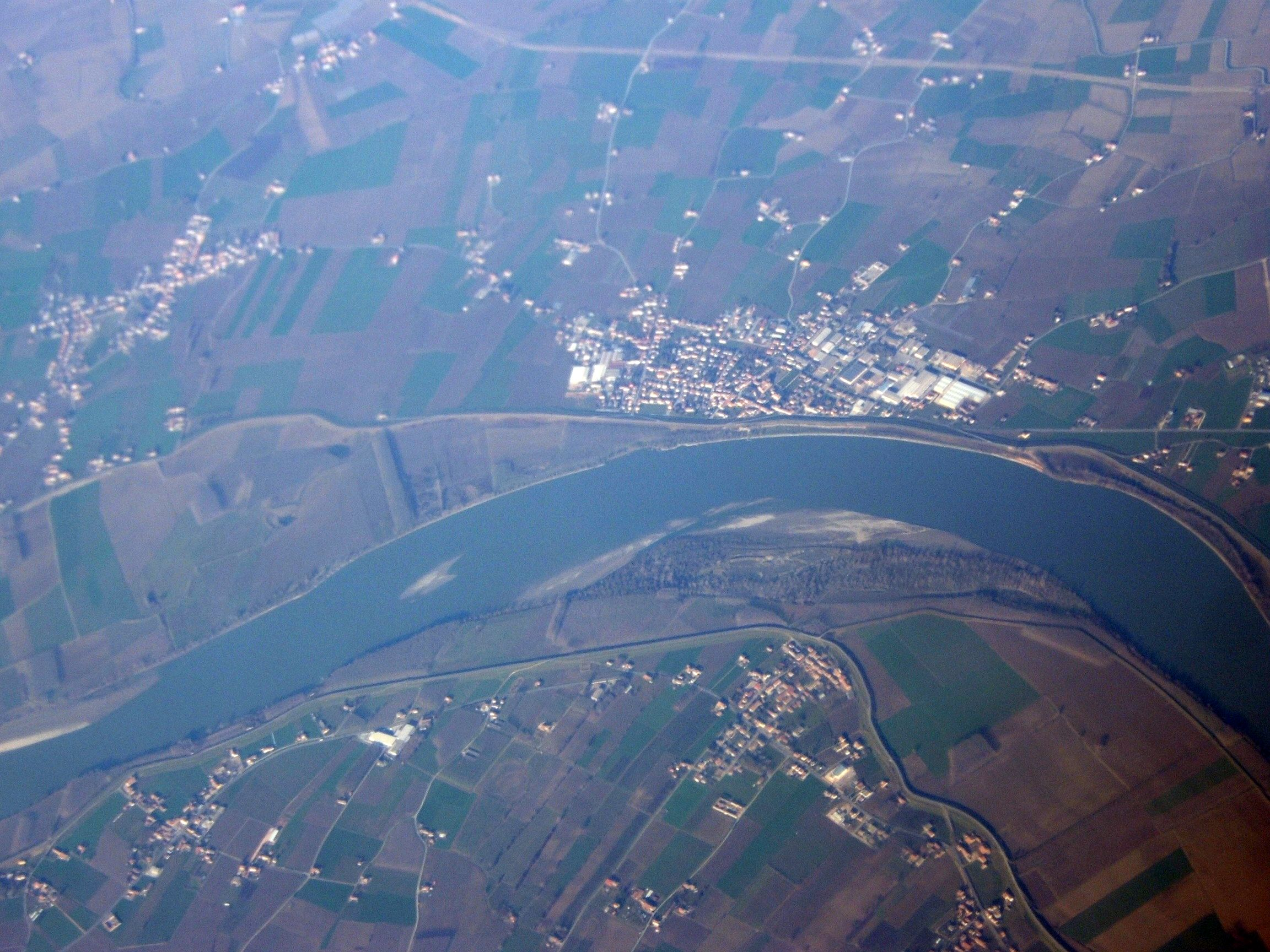
Luftbild von Melara

Melara ist eine nordostitalienische Gemeinde (comune) mit 1676 Einwohnern (Stand 31. Dezember 2023) in der Provinz Rovigo in Venetien. Die Gemeinde liegt etwa 46 Kilometer westlich von Rovigo am Po. Melara ist die westlichste Gemeinde in der Provinz und grenzt unmittelbar an die Provinzen Mantua (Lombardei) und Verona.

## Verkehr
Durch die Gemeinde führt die frühere Strada Statale 482 Alto Polesana von Mantua nach Badia Polesine.